# Vivaldi (project)

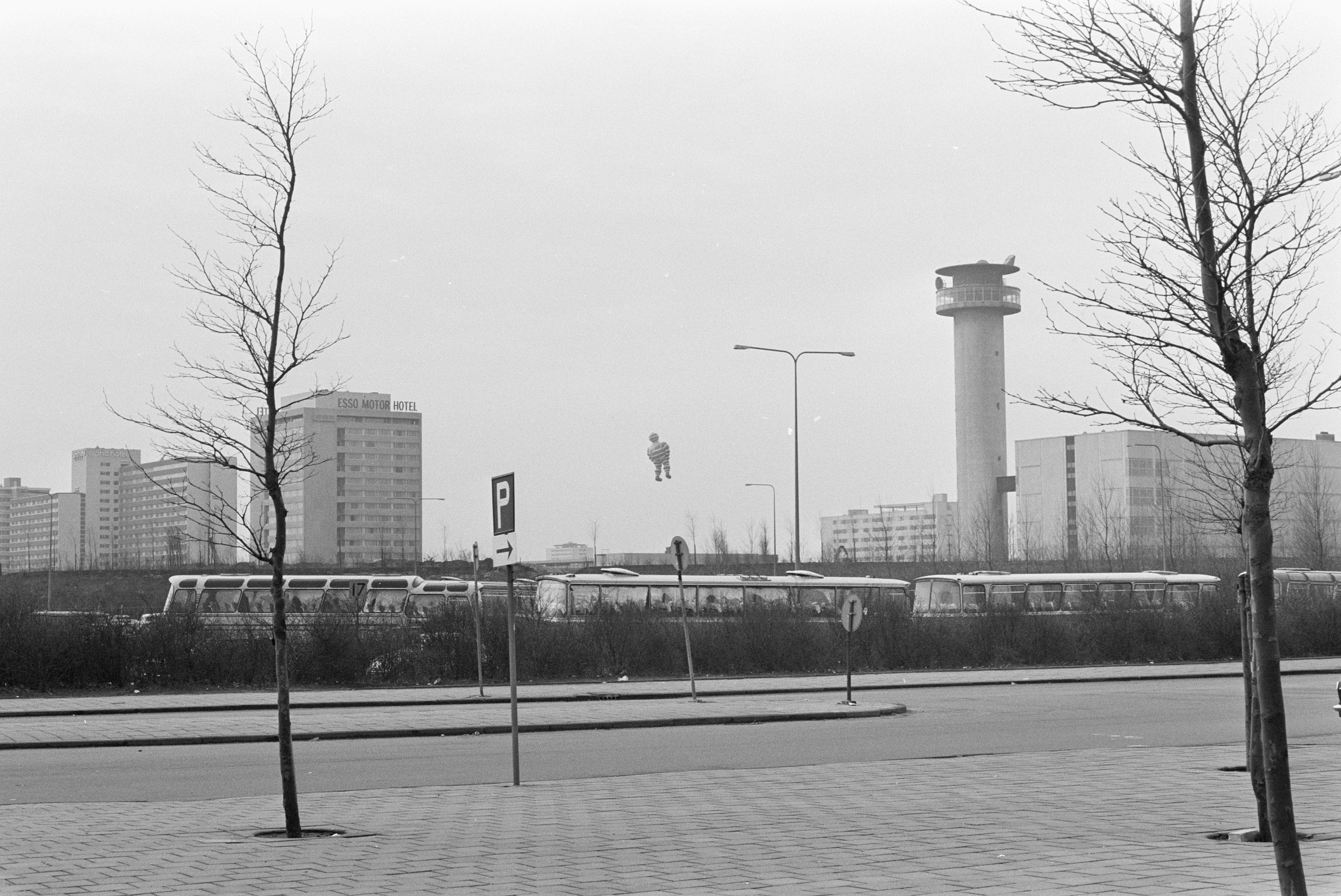
Drentepark in 1971 met links het Esso Motor Hotel en rechts de PTT-zendmast gezien vanaf waar nu Station RAI ligt.

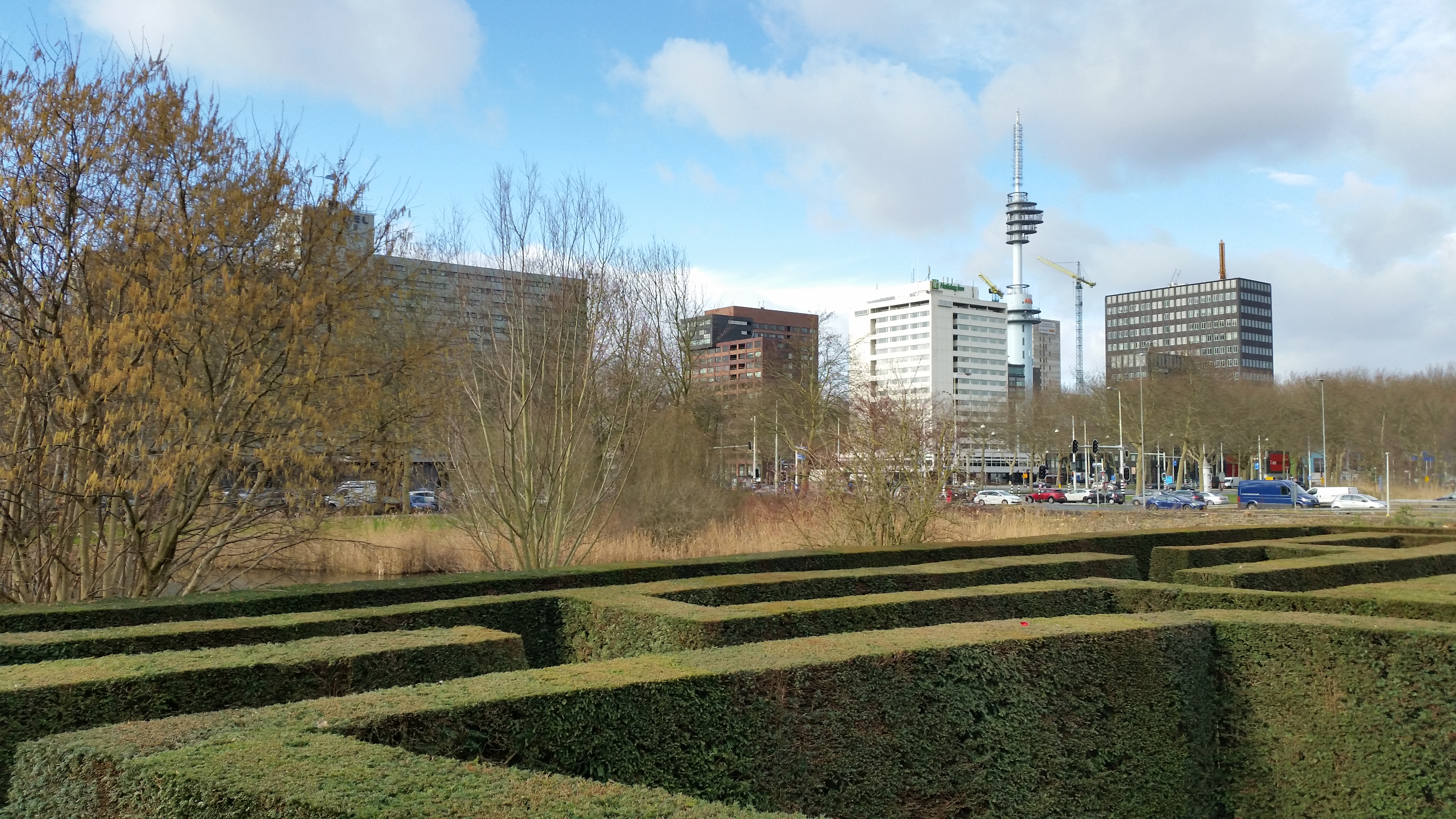
Vivaldi gezien vanuit het Amstelpark

Vivaldi is een kantorenpark en plandeel van project Zuidas in Amsterdam-Zuid. Het gebied is gelegen ten zuiden van Ringweg A10 en ten westen van Europaboulevard. Ten zuiden grenst het aan de De Boelegracht en De Boelelaan en ligt ten oosten aan de voetbalvelden van AFC en Zuidas-projectgebied Ravel.
Het gebied heette oorspronkelijk Drentepark, vernoemd naar de Drentestraat die op 14 juni 1961 door een raadsbesluit werd vernoemd naar de provincie Drenthe. Het gebied werd in 2005 hernoemd tot Vivaldi en de Drentestraat werd hernoemd tot Antonio Vivaldistraat. Het enige wat momenteel nog aan de voormalige naam herinnert is tramhalte Drentepark bij de keerlus van tram 4.
Vivaldi is goed ontsloten voor het autoverkeer door de brede verkeersroutes als de De Boelelaan en Europaboulevard met de nabijgelegen op-/afrit aan de A10. Het ligt op loopafstand van Station Amsterdam RAI waar trein, tram, bus en metro halteren. Voor een directe verbinding met het Beatrixpark zal een fiets- en voetgangerstunnel aangelegd worden.
Op 26 februari 1969 opende in het gebied het Esso Motor Hotel als een van de eerste gebouwen zijn deuren, waar tegenwoordig een vestiging van hotelketen Holiday Inn in gevestigd is. In het bedrijvenpark bevonden zich door de jaren heen voornamelijk dienstverlenende bedrijven zoals bijvoorbeeld KPN en reclame- en buitenmeubilairexploitant JCDecaux. In 2008 opende Ernst & Young een beeldbepalend nieuw hoofdkantoor aan de snelweg. Vier jaar later, in 2012, opende BinckBank een groot kantoor in gebouw Eurocenter. In datzelfde jaar werd de telecommunicatietoren door KPN opgehoogd van 100 tot 150 meter, om bereik te kunnen garanderen in het Zuidas-gebied met zijn vele torengebouwen. Het werd van een lichtkunstwerk voorzien genaamd 'White Noise', ontworpen door Ginny Vos.
In het voormalig veilinghuis van Sotheby's streek in 2014 na een verbouwing het hoofdkantoor van theaterproducent Joop van den Ende's Stage Entertainment neer.
In 2017 stelde de Rijksoverheid de locatie naast EY beschikbaar in het bod op de vestigingsplaats van het Europees Geneesmiddelenbureau (EMA) na de gedwongen verhuizing ten gevolge van de Brexit. In 2018 werd deze locatie aan Nederland toegekend. Het nieuwe EMA-kantoor werd in januari 2020 officieel in gebruik genomen.

## Gebouwen
| Naam                                    | Bouwjaar | Gebruiker                              | Functie                 | Architect                                           |
| --------------------------------------- | -------- | -------------------------------------- | ----------------------- | --------------------------------------------------- |
| KPN Districtcentrale 2                  | 1963     | KPN                                    | Utilitair telecom       | AGS Architects                                      |
| Cellnex Zendmast/Straalverbindingstoren | 1963     | Cellnex Telecom                        | Utilitair telecom       | AGS Architects, Schwencke Rosbach Architects        |
| Antonio Vivaldistraat 2                 | 1966     |                                        | Kantoor                 | Hein Salomonson                                     |
| Gebouw Vivaldi                          | 1967     | Breevast, BNP Paribas, Thomson Reuters | Kantoor                 | Bureau Zanstra, Ab Gmelig Meyling & de Clercq Zubli |
| Stage Entertainment                     | 1967     | Stage Entertainment                    | Kantoor                 | AMA Architecten                                     |
| Holiday Inn Buitenveldert               | 1968     | Holiday Inn                            | Hotel                   | Alexander Bodon                                     |
| Kantoorgebouw Boelex                    | 1976     |                                        | Kantoor                 | Hein Salomonson                                     |
| Vivaldi Offices I (Drentestaete I)      | 1989     | Spaces                                 | Bedrijfsverzamelgebouw  | Kruisheer Elffers architecten                       |
| Vivaldi Offices II (Drentestaete II)    | 1991     | Spaces                                 | Bedrijfsverzamelgebouw  | Kruisheer Elffers architecten                       |
| Onderstation ProRail                    | 2009     | ProRail, Liander                       | Utilitair spoorwegen    | Krijn de Koning                                     |
| Eurocenter I                            | 2006     | Saxo Bank                              | Kantoren, woningen      | PPKS Architects                                     |
| Eurocenter II                           | 2006     | Fonterra                               | Kantoor                 | PPKS Architects                                     |
| Eurocenter III                          | 2006     |                                        | Woningen                | PPKS Architects                                     |
| Cross Towers (Drentestaete III)         | 2008     | EY (Ernst & Young)                     | Kantoor                 | Foster + Partners                                   |
| Vivaldigebouw (EMA)                     | 2020     | Europees Geneesmiddelenbureau          | Kantoor, congrescentrum | Fokke van Dijk, MVSA                                |
| Hotel Amsterdam Zuidas                  | 2020     | Valk Exclusief (Van der Valk)          | Hotel                   | Wiel Arets Architects                               |
| IT Building                             |          |                                        | Kantoor                 |                                                     |
| Tommaso Albinonistraat 5                |          |                                        | Kantoor                 |                                                     |
| Tommaso Albinonistraat 7-9              |          |                                        | Kantoor                 |                                                     |
| Vivaldi III                             | -        |                                        | Kantoor                 | Dam en Partners                                     |
| Breevasttoren                           | -        |                                        | Woningen                | Powerhouse Company                                  |

## Galerij

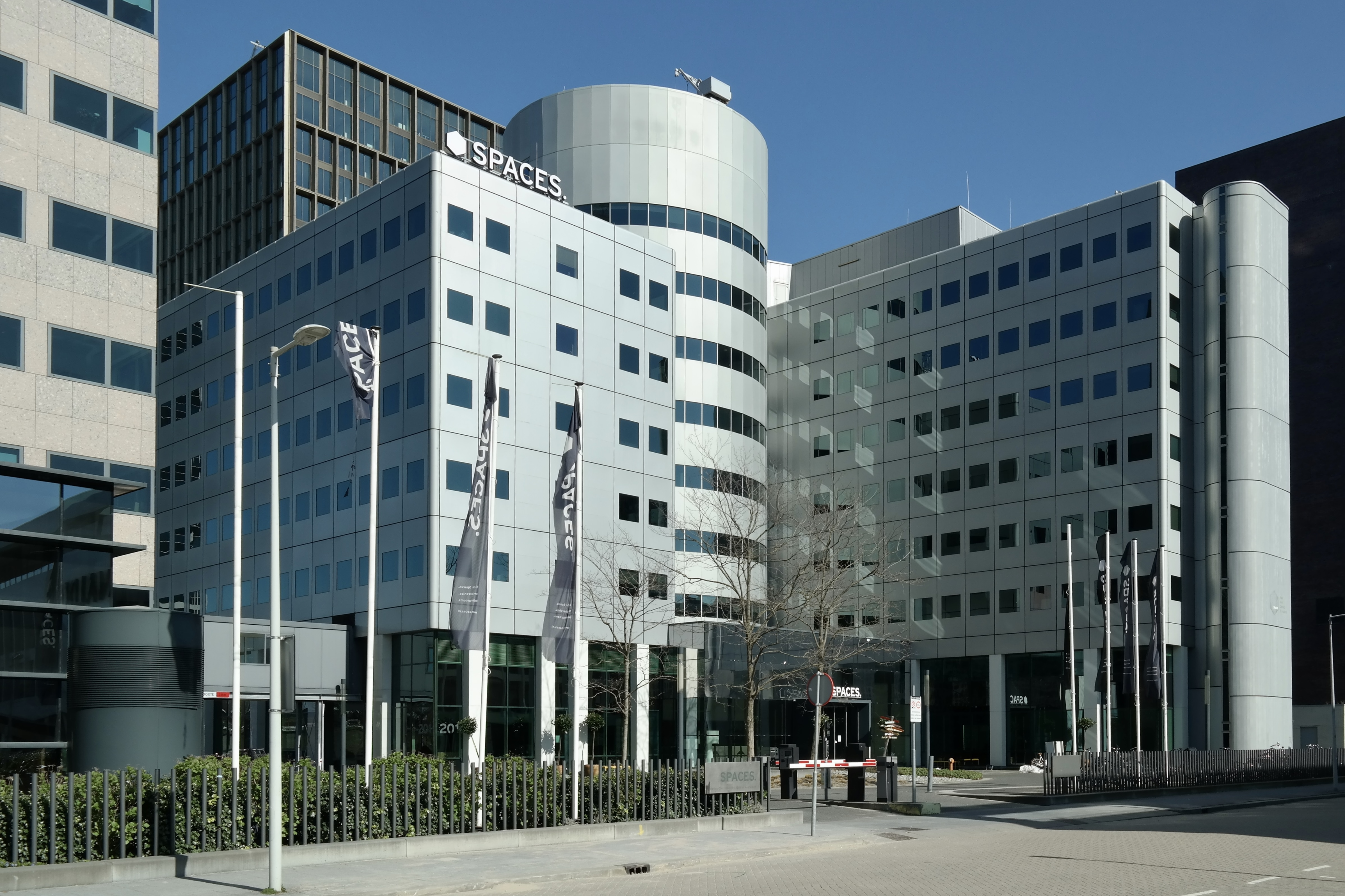
Vivaldi I
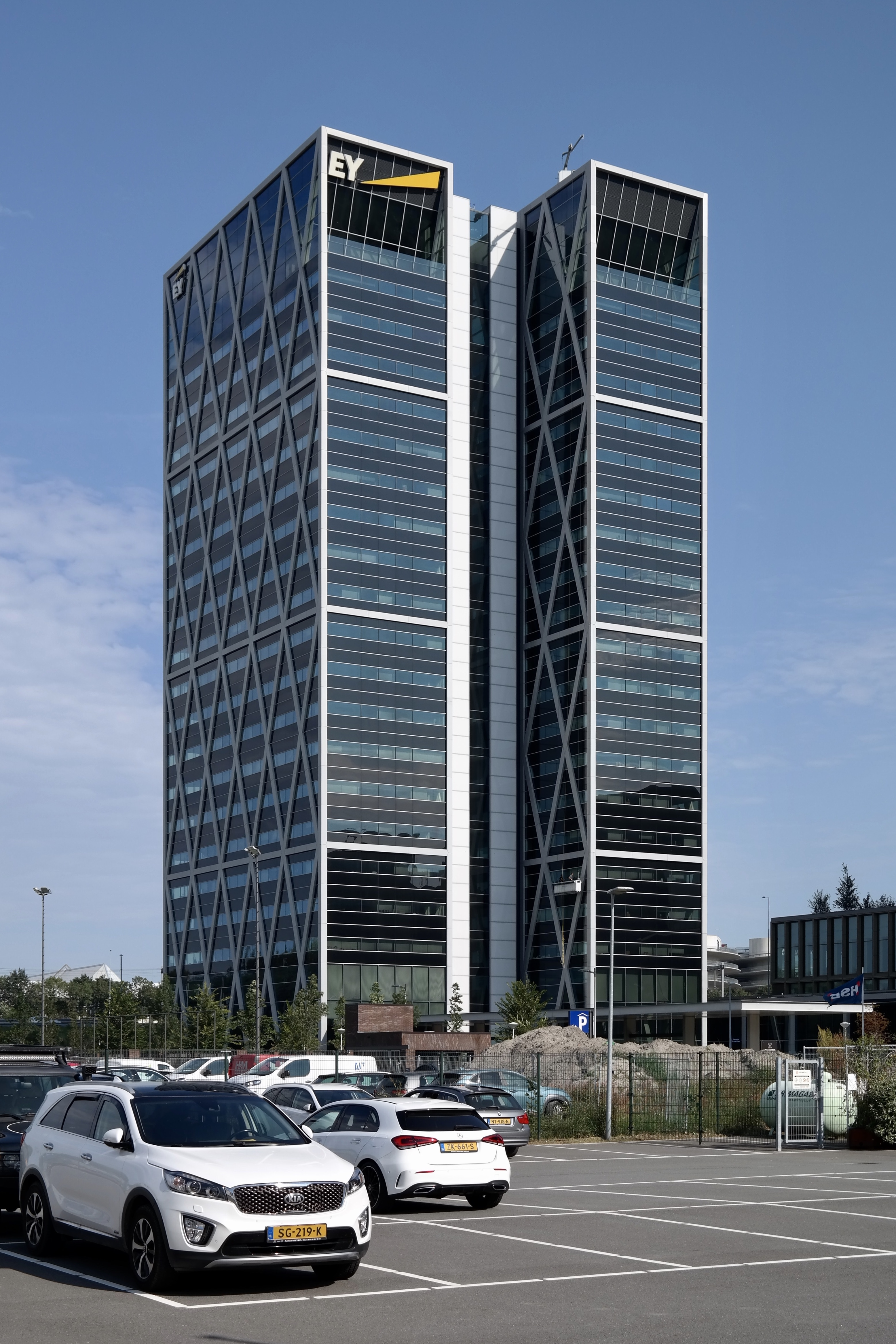
Cross Towers in 2020
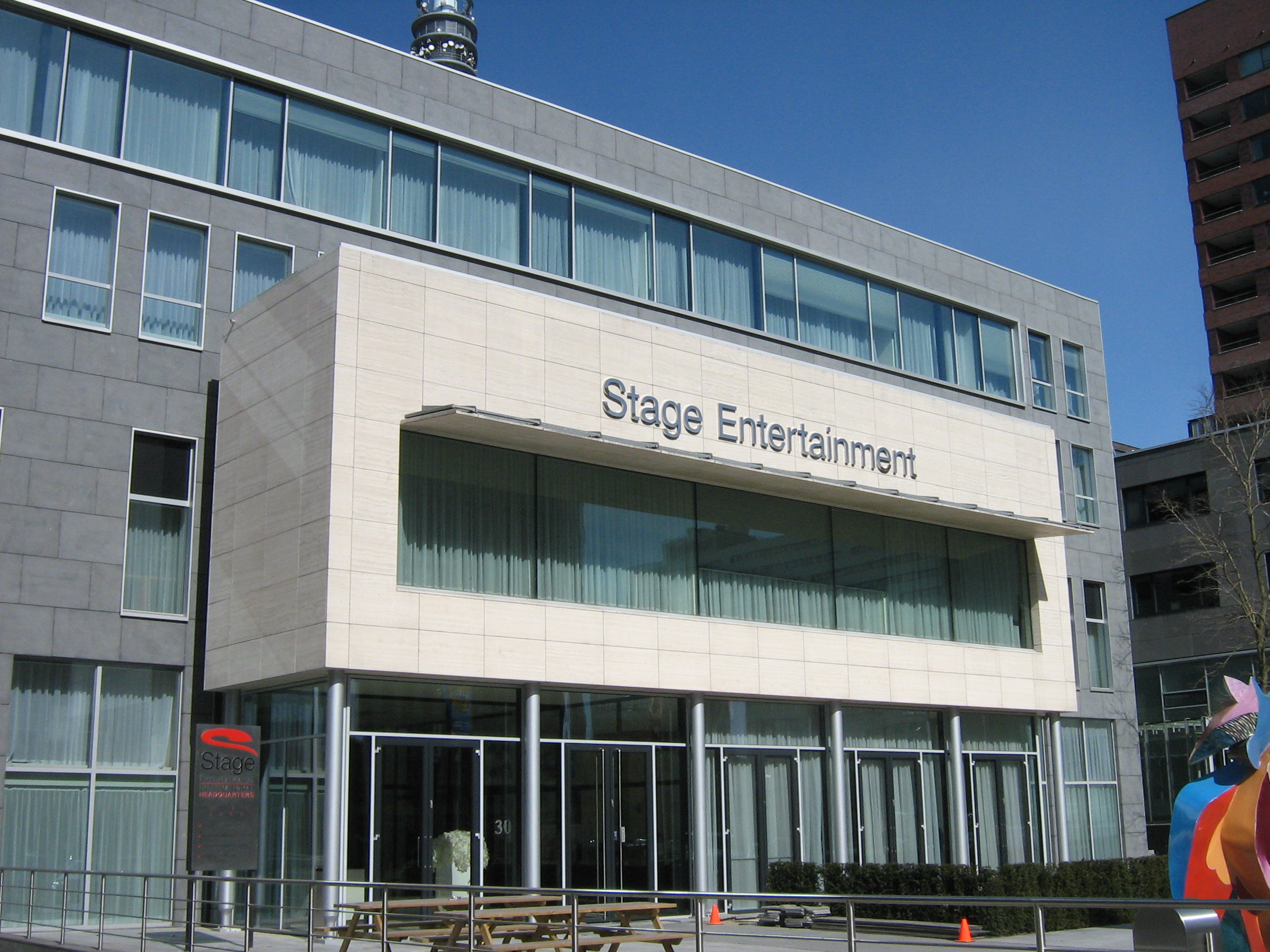
Hoofdkantoor Stage Entertainment
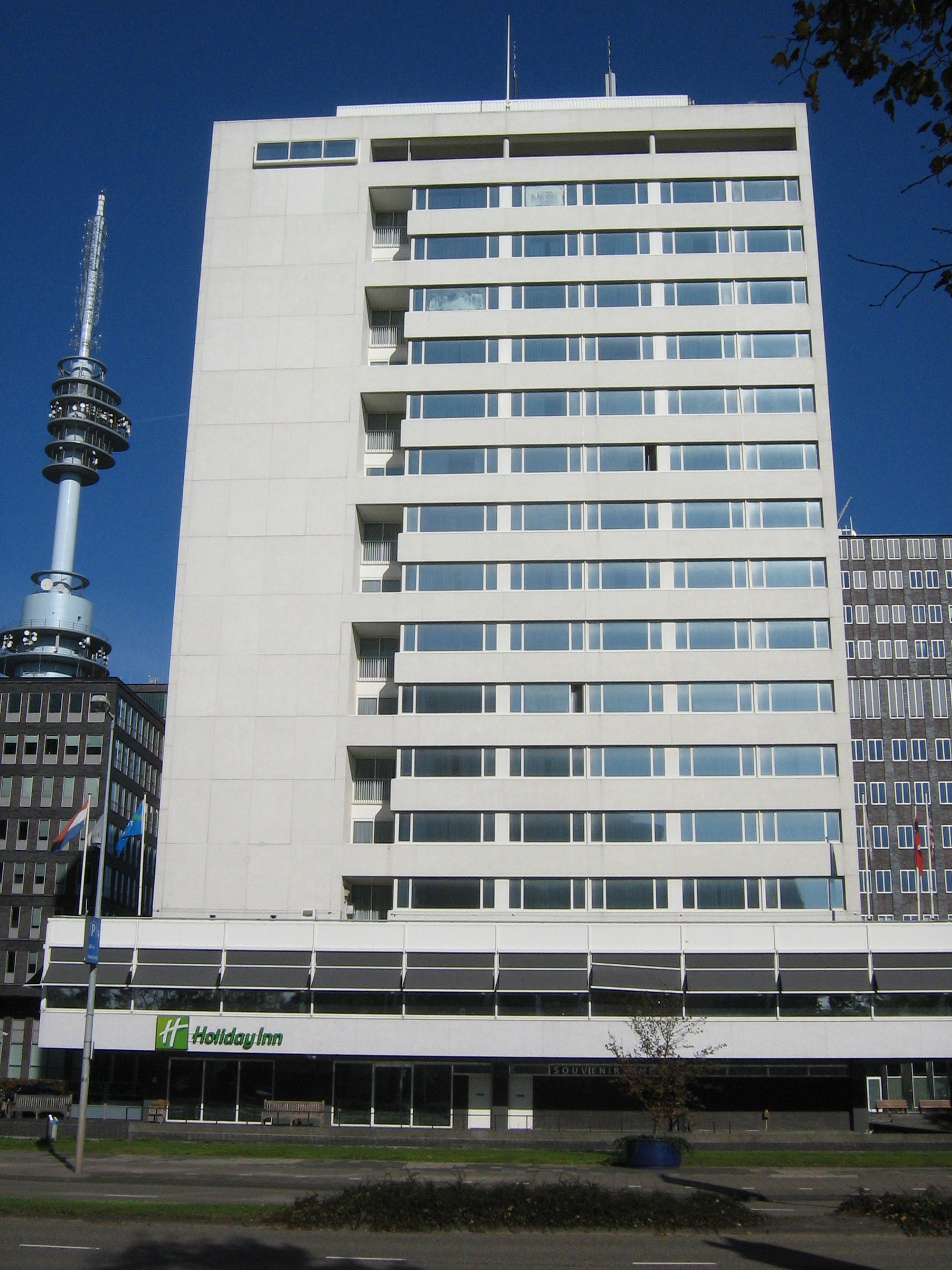
Holiday Inn Buitenveldert
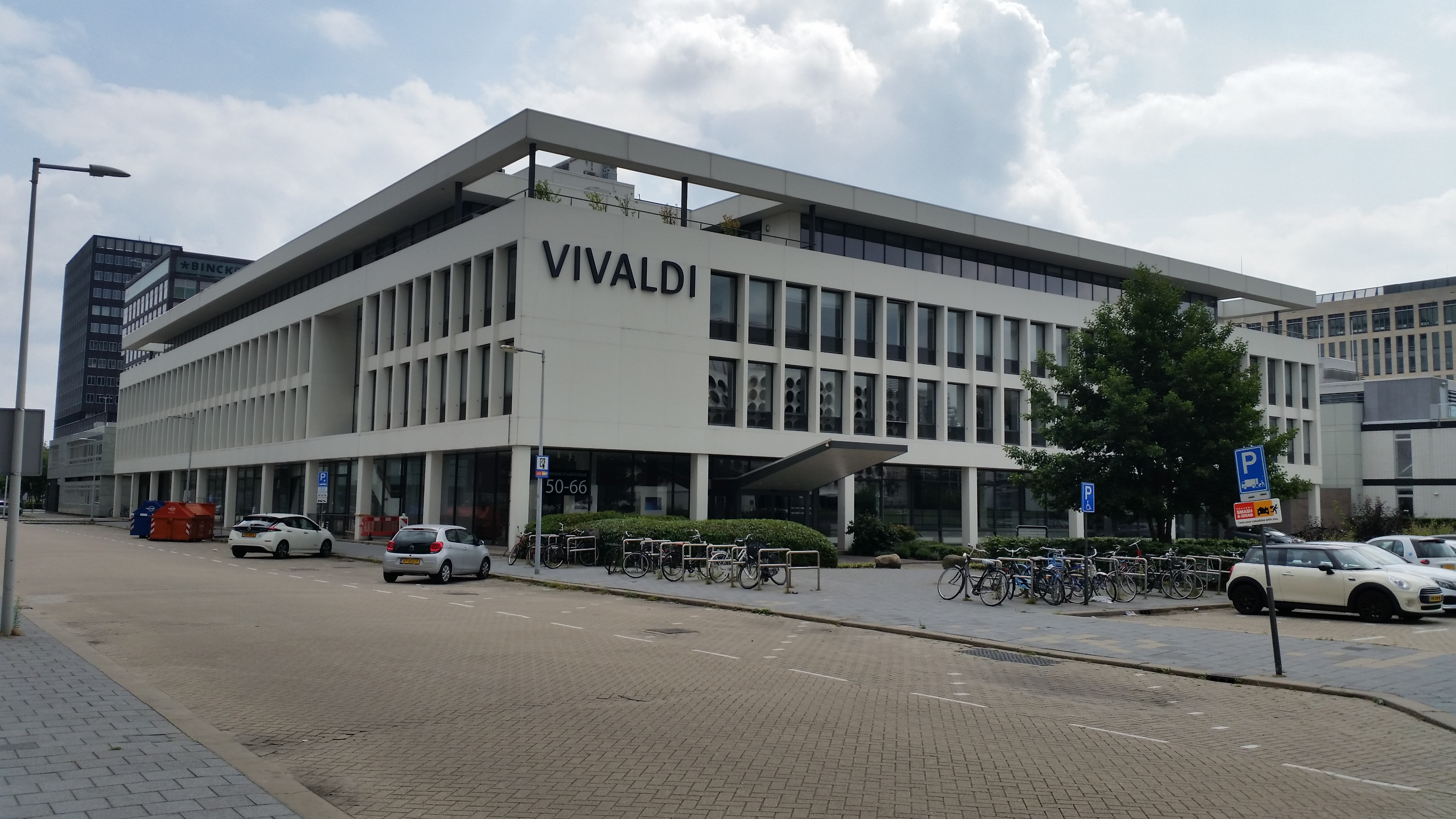
Gebouw Vivaldi
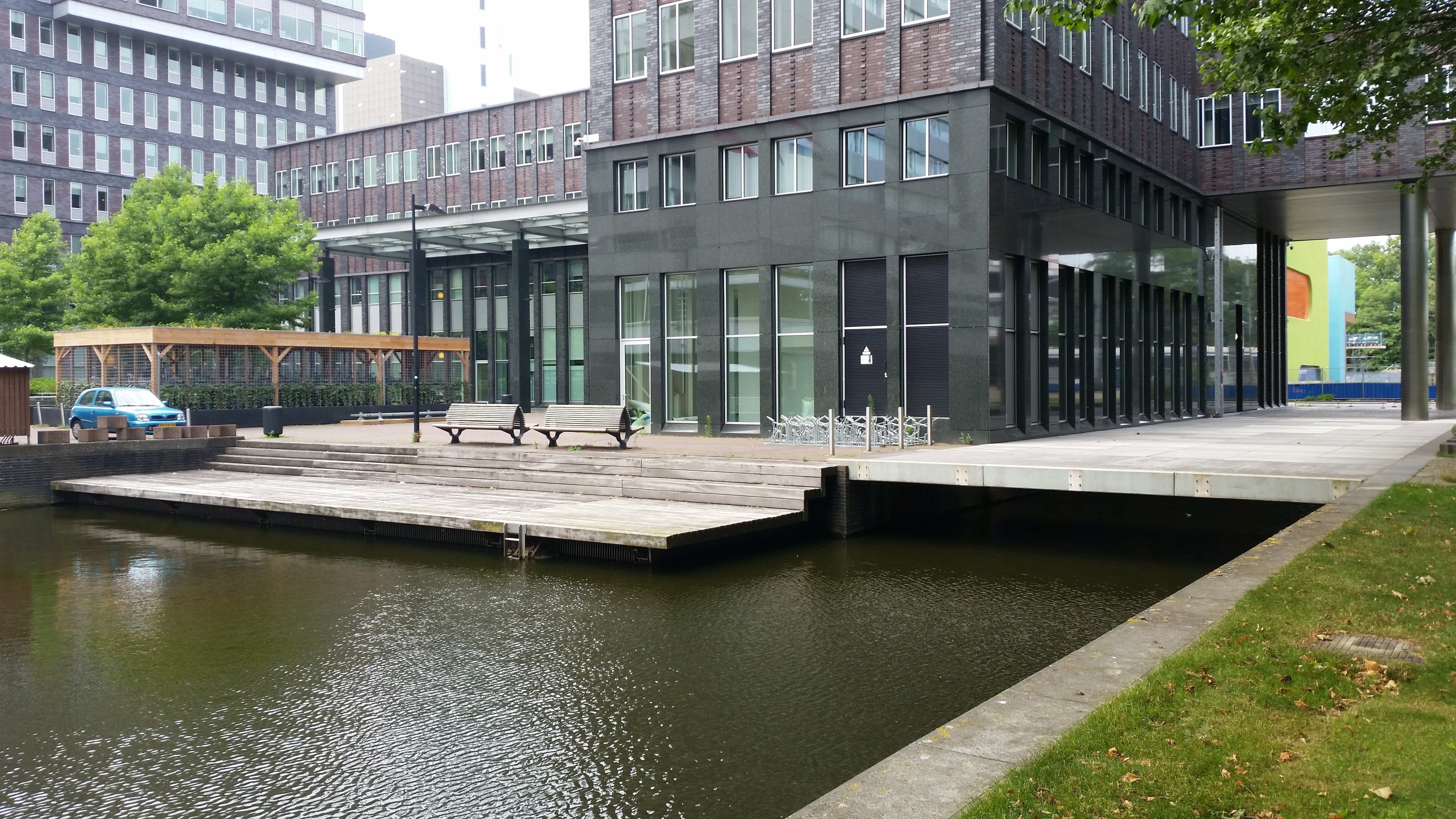
Eurocenter
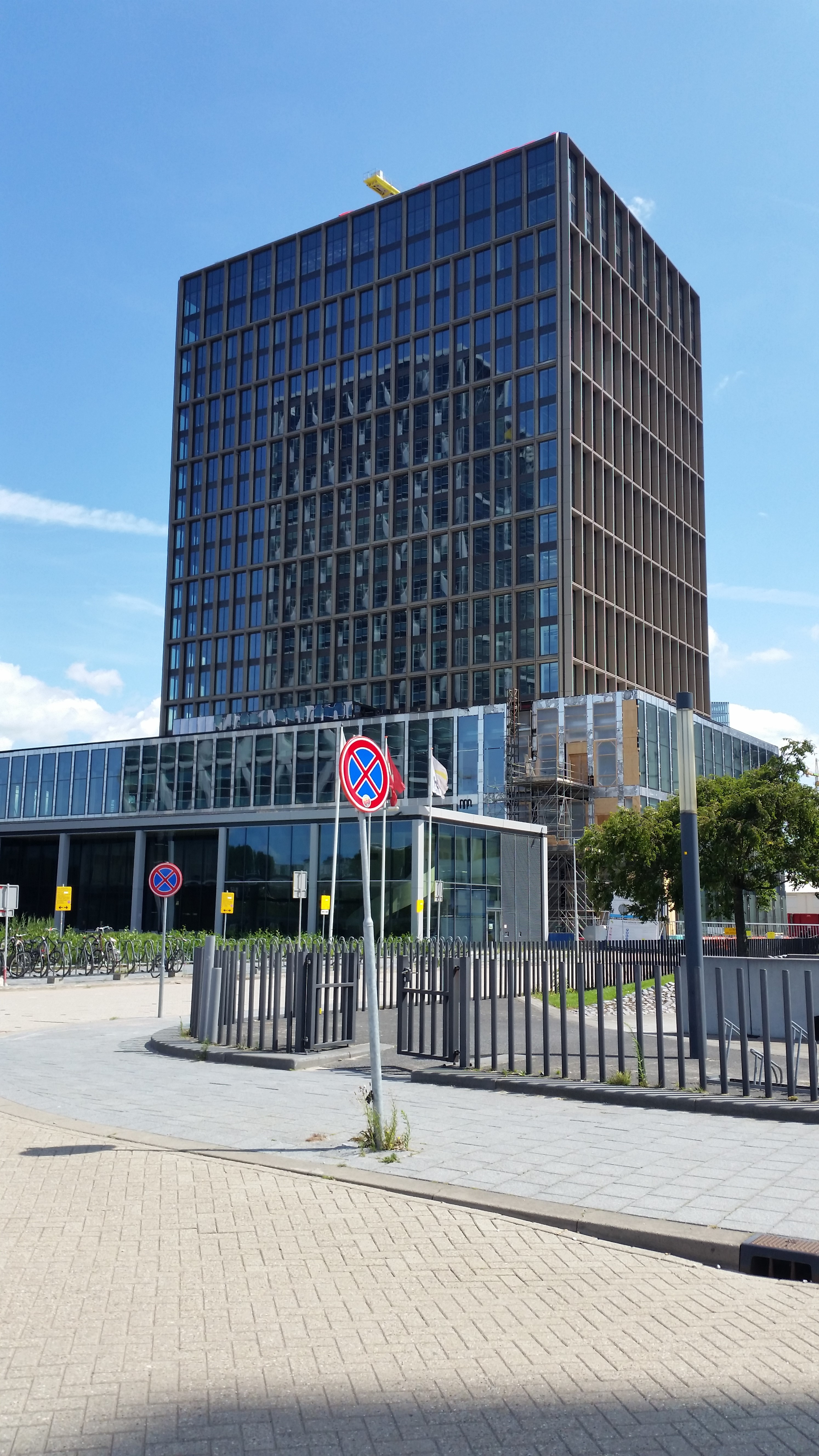
EMA-gebouw in 2019

## Straten
Net als andere straten in het Zuidas-gebied zijn de straten in Vivaldi vernoemd naar bekende componisten;
- Antonio Vivaldistraat
- Barbara Strozzilaan
- Domenico Scarlattilaan
- Maria Antonia Walpurgislaan
- Tommaso Albinonistraat (naam verkeerd gespeld)